# Locus de control
El locus de control (LC) és la percepció d'una persona del que determina (controla) el rumb de la seua vida. És el grau de com un subjecte percep si l'origen d'esdeveniments, conductes i el seu propi comportament és intern o extern a ell. El LC és un tret de personalitat proposat a partir de la teoria de l'aprenentatge social de Julian B. Rotter de 1954, reformulat en 1966.
Els dos extrems de locus de control són intern i extern, que es poden definir de la següent manera:
- Locus de control intern: percepció del subjecte que els esdeveniments ocorren principalment com a efecte de les seues pròpies accions, és a dir la percepció que ell mateix controla la seua vida. Tal persona valora positivament l'esforç, l'habilitat i la responsabilitat personal.
- Locus de control extern: percepció del subjecte que els esdeveniments ocorren com a resultat de l'atzar, el destí o el poder i les decisions d'uns altres. Així, el LC extern és la percepció que els esdeveniments no tenen relació amb el mateix acompliment, és a dir que els esdeveniments no poden ser controlats per esforç i dedicació propis. Tal persona es caracteritza per atribuir mèrits i responsabilitats principalment a altres persones.

Després dels treballs de Rotter el concepte de locus de control ha estat refinat per Delroy L. Paulhus. En lloc de tractar el LC com un tret unidimensional de la personalitat, aquest autor analitza la seua presència en tres àrees principals de la vida: els assoliments personals, les relacions interpersonals i el món socio-polític.
L'avaluació del locus de control és:
| «                         | un mesurament de la capacitat de control i autocontrol, fins a quin punt els subjectes assoleixen controlar-se davant esdeveniments socials o en cas contrari com són influenciats per aquests en el seu actuar. | » |
| — Manrique, 1999, p. 118. | |   |